# Bzou (kommun)
Bzou (franska: Bzou (CR), Bzou (Commune Rurale), arabiska: بني حسن) är en kommun i Marocko.   Den ligger i provinsen Azilal och regionen Béni Mellal-Khénifra, i den nordöstra delen av landet, 210 km söder om huvudstaden Rabat. Antalet invånare är 10 184.